# Acrosticta fulvipes
Acrosticta fulvipes är en tvåvingeart som beskrevs av Daniel William Coquillett 1900. Acrosticta fulvipes ingår i släktet Acrosticta och familjen fläckflugor.
Artens utbredningsområde är Kalifornien. Inga underarter finns listade i Catalogue of Life.